# 宋秀岩
宋秀岩（1955年10月—），女，汉族，天津人，生于辽宁沈阳，中华人民共和国政治人物。中共中央党校毕业。中共第十五、十六届中央候补委员，第十七、十八、十九届中央委员。 

## 生平
1978年11月加入中国共产党。她长期在青海地区工作。历任中国共产主义青年团青海省委员会书记，海东地区副书记，青海省政府统计局局长，中共青海省委常委、组织部部长，中共青海省委副书记、副省长、代理省长等职。2005年1月23日，被青海省第十届人民代表大会第3次会议当选青海省人民政府省长。是自1983年顾秀莲担任江苏省人民政府省长以来，中华人民共和国第三位省级行政区的女性最高行政长官，并被选为中国共产党中央委员会候補委员。
2010年1月12日，辞去青海省省长职务，调任全国妇联副主席、党组书记、书记处第一书记。2018年8月，改任第十三届全国政协经济委员会副主任。

## 参看
- 中国女政治家列表